# Snuff // Hiroshima
Snuff || Hiroshima ist das vierte Album der deutschen Metal-Band Fäulnis. Es erschien am 28. Februar 2014 über das Label Cold Dimensions auf CD und Schallplatte.

## Entstehung und Veröffentlichung
Nach der Veröffentlichung des Vorgängers Gehirn zwischen Wahn und Sinn im Jahr 2009 kündigte Seuche in Interviews ursprünglich ein Album namens Endstation an, das die mit Cholerik – Eine Aufarbeitung und Gehirn zwischen Wahn und Sinn begonnene Der Verfall eines Individuums genannte Trilogie beenden sollte. Ende 2010 kündigte Frontmann Seuche jedoch an, die Band nach einigen Auftritten vorerst mit der Begründung, er habe „seit nun 1 1/2 Jahren keinen neuen Song geschrieben“, auf Eis zu legen.
Während der Inaktivität verbrachte Seuche ein halbes Jahr im japanischen Hiroshima und begann dort, neues Songmaterial zu verfassen. Im Februar 2013 wurde das neun Stücke umfassende Resultat im Blastbeat-Studio aufgenommen und bis April des Jahres fertig abgemischt. Es dauerte allerdings bis Ende Februar 2014, bis das Material über Cold Dimensions veröffentlicht wurde. Seuche begründete diese Verzögerung mit Schwierigkeiten beim Finden eines Labels, sowie beim Mix, die es notwendig machten, die Stücke neu abzumischen. Vorab wurde am 2. Februar das offizielle Musikvideo zu Weil wegen Verachtung, dem zweiten Titel des Albums, auf Youtube veröffentlicht. Wie bereits bei dem Kurzfilm Letharg und dem Musikvideo zu Weiße Wände vom Album Gehirn zwischen Wahn und Sinn wurde der Film von Harddrive Media produziert.
Während auf vorherigen Veröffentlichungen die Lieder größtenteils von Seuche geschrieben wurden und die Beiträge der Mitmusiker sich überwiegend auf deren Instrumente bezogen, stammt mit Paranoia auf Snuff || Hiroshima erstmals die Musik eines Stückes nicht von dem Sänger, sondern von dem Gitarristen M.R.M. Auch die Stücke Abgrundtief, In Ohnmacht und Durch die Nacht mit… basieren auf Ideen der Mitmusiker, während die Texte weiterhin allein von Seuche geschrieben wurden.

## Stil und Rezeption
Die Musik auf Snuff || Hiroshima ist von Midtempo-Black-Metal und Punk-Elementen beeinflusst, die sich vorwiegend im Gesang äußern. Im Vergleich zu Gehirn zwischen Wahn und Sinn haben die Doom-Einflüsse merklich nachgelassen.
Die Texte handeln von negativen Emotionen wie Wahnsinn, Paranoia und Hass. Zwei Titel (Atomkinder und Vogelmenschen, Hiroshima) setzen sich mit Seuches Zeit in Hiroshima auseinander, in dem Lied Durch die Nacht mit… verarbeitet er den Tod seines Freundes K.Zwiespalt von der Band Stillhet, der Refrain des Stückes zitiert den Chorus des Songs Die Straßen vom Stillhet-Album Widerhall. Im Unterschied zu den vorherigen Veröffentlichungen beziehen sich die Texte mehr auf die Außenwelt und sind in ihrer Gestaltung vom Deutschpunk der 80er- und 90er-Jahre beeinflusst. Seuche hebt Fliehende Stürme und die Bands von Jens Rachut (Oma Hans, Blumen am Arsch der Hölle) als lyrische Einflüsse hervor.
Snuff || Hiroshima erhielt überwiegend positive Resonanz. Positiv hervorgehoben wurde der Gesang und die Qualität der Texte, von denen Vergleiche zu Nachkriegslyrik und Trümmerliteratur sowie zu den Frühwerken Gottfried Benns und zu Georg Trakl gezogen werden.
Moritz Grütz von metal1.info bescheinigt der Musik „Eingängigkeit und ‚Süffigkeit‘“. Die Punk-Einflüsse schlagen sich nach Meinung mehrerer Rezensenten vorwiegend in der Art des Gesangs nieder.
Robert Fröwein von stormbringer.at kritisiert „das fehlende Bindeglied zwischen Text und Musik“ und bezeichnet die Musik als „viel zu lebensbejahend“.

## Titelliste
1. Grauen – 7:03
2. Weil wegen Verachtung – 4:50
3. Distanzmensch, Verdammter – 4:32
4. Abgrundtief – 4:56
5. Paranoia – 5:13
6. Durch die Nacht mit… – 5:37
7. In Ohnmacht – 5:39
8. Atomkinder und Vogelmenschen – 5:52
9. Hiroshima – 6:02